# SN 2001ha
SN 2001ha – supernowa typu Ia odkryta 18 kwietnia 2001 roku w galaktyce A100633+0738. W momencie odkrycia miała maksymalną jasność 23,50m.